# Cameo

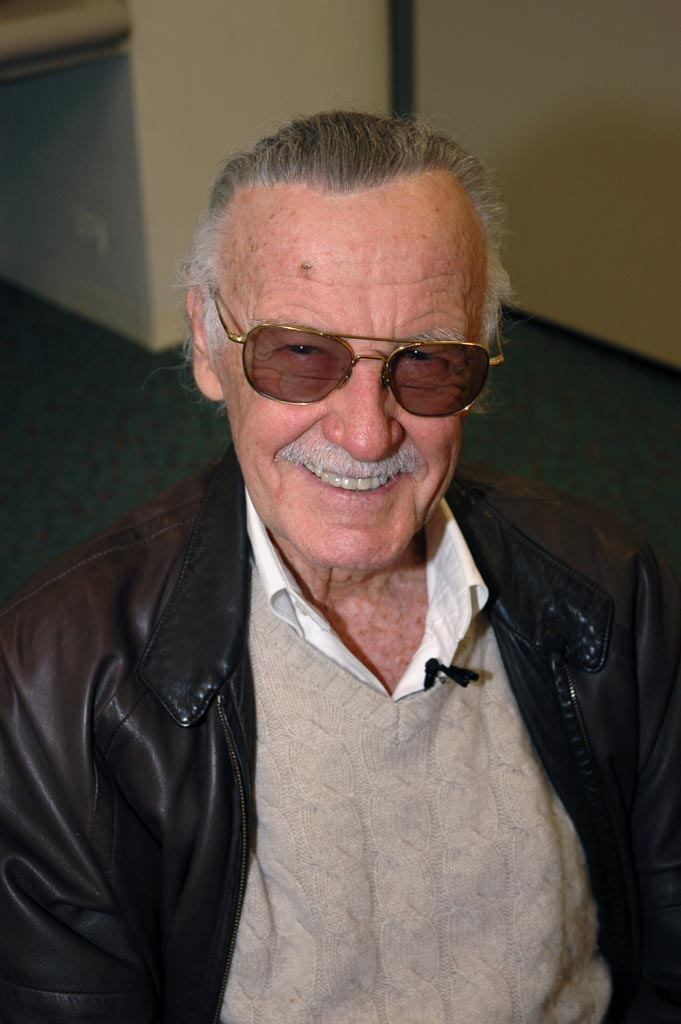
Stan Lee realizó varios cameos en varias series y películas de Marvel.

Un cameo es la aparición breve de una persona en un video, normalmente representándose a sí mismo o a un personaje sin nombre que puede no tener importancia para la trama. Normalmente, la persona ni siquiera aparece en los créditos. 
Para el diccionario de la Real Academia, un cameo es la «intervención breve de una persona conocida, actor o no, en una película o una serie de televisión».
En sentido amplio, el término también se refiere a elementos inanimados que aparecen de forma reiterada en una película o una serie de películas.

## Casos
Existen numerosos casos de cameos realizados para el cine y televisión.
Muchos directores de cine tienen por costumbre incluir cameos de sí mismos en sus propias películas.
En ocasiones, cuando la película está basada en una obra anterior, cinematográfica o de otro tipo, el cameo da en hacerse con alguna persona asociada a esta obra predecesora. En el caso de la versión cinematográfica de Cementerio de animales, el director permitió que Stephen King, el autor original, interpretase el papel de cura en el entierro de uno de los personajes.
Roman Polanski tuvo una pequeña actuación en Chinatown, película que también dirigió, en la escena donde aparece con un cómplice, arrincona y sujeta contra una cerca  al protagonista, que en este caso era Jack Nicholson, metiendo una navaja en uno de sus orificios nasales, abriendo la navaja y produciéndole una severo corte.                   
Alfred Hitchcock era especialmente conocido por aparecer en sus propias películas. Suele incluirse en algunas ocasiones a un personaje que lleva el nombre de algún famoso relacionado con la cinta, en otras, su misma apariencia.
Stanley Kubrick hizo un cameo en el filme La naranja mecánica leyendo la prensa en una tienda de discos. M. Night Shyamalan hizo un pequeño papel en Señales o Signs, donde él era creador y director.
Vin Diesel realizó una breve aparición interpretando a Dominic Toretto en la película Rápido y Furioso: Reto Tokio, en la escena final cuando quiere competir en una carrera con Sean Boswell.
Johnny Depp hizo un cameo en la película francesa Happily Ever After, donde aparece en la tienda de discos y en el ascensor, también en 21 Jump Street como un policía encubierto en las escenas finales, y en Jack and Jill aparece en la cancha de baloncesto, como él mismo luciendo una franela de Justin Bieber, junto a Al Pacino.
´Donald Trump hizo un cameo en Home Alone 2, en la escena donde Kevin esta en el lobby del Hotel Plaza y le pregunta dónde está la recepción.
Gillian Anderson: En la película Chicago Cab de 1997 tuvo una breve aparición. Su personaje (sin nombre) mostraba a una mujer; pareja de otro personaje (sin nombre también), furiosa y desentendida con él, mientras el taxista es testigo de todo el desenlace. Este, a su vez, es el personaje principal en donde toda la trama se encauza. Regresando con Gillian, podemos ver otra faceta alejada de los asuntos del F.B.I. 
Esta característica, presente en los cortometrajes y largometrajes de las compañías PIXAR Animation Studios y Walt Disney Pictures, se ha destacado últimamente debido al ingenio con los cuales aparecen. Algunos ejemplos son:
- La aparición de la camioneta de Pizza Planeta en todos los largometrajes.
- La aparición de la pelota de la habitación de Andy en todos los largometrajes (dicha pelota es propia del corto de Luxo Jr.).
- La aparición de Luxo Jr. (la lámpara emblemática de PIXAR en muchos cortos y largometrajes).
- La aparición del Mercedes T80 en un cortometraje de Cars Toons.

Stan Lee hizo apariciones regulares en las películas basadas en los personajes de Marvel Comics que él creó. 
En Alien vs. Depredador se incluyó a un personaje llamado Mark Verheiden, escritor de la historieta Aliens, serie en la que está basada la película. Del mismo modo, la película Doom, basada en la popular serie de juegos de computadora con el mismo nombre, incluye los personajes Dr. Carmack y Dr. Willits, haciendo homenaje a John Carmack, cofundador y copropietario de id Software, y Tim Willits, copropietario. Además, la película incluye una secuencia de diez minutos con una perspectiva de cámara montada de tal forma que se asemeja visualmente al género de videojuegos de acción en primera persona, género que el juego Doom hizo famoso. Martin Scorsese incluyó en su elenco a Robert Mitchum y Gregory Peck, los protagonistas de Cape Fear original, en su remake. Patty Duke, quien interpretó a Helen Keller en la original Miracle Worker, interpretó a Annie Sullivan en la versión para la televisión. Asimismo, la adaptación de Guía del Autoestopista Galáctico al cine incluía muchas referencias a la serie radial original, como apariciones cameo de Simon Jones (quien interpreta a Arthur Dent en las series de radio y televisión).
En Robin Hood: príncipe de los ladrones, el actor Sean Connery hace un cameo en el que interpreta a Ricardo Corazón de León, apareciendo únicamente unos instantes al final y sin estar incluido su nombre dentro del reparto de la película.
En la película Star Wars episodio III: La venganza de los Sith se puede ver el cameo del mismo George Lucas en la entrada del teatro donde Anakin se encuentra con el Supremo Canciller Palpatine. También en el videojuego Monkey Island se aprecia otro cameo de George Lucas disfrazado de duende.
De manera similar, el mundo de las caricaturas y series animadas ha creado igualmente personajes basados en actores y estrellas de la vida real, como, por ejemplo, Frank Sinatra en las caricaturas de Warner Brothers de mediados de los años 1960, y más recientemente, las decenas de grandes estrellas que han desfilado por la serie animada Los Simpson, desde escritores (Stephen King, Tom Clancy), hasta cantantes (Michael Jackson) o grupos (N-Sync), pasando por personajes célebres (Stephen Hawking) y deportistas (jugadores de béisbol y fútbol americano, tenistas, futbolistas como Ronaldo y Pelé, y luchadores como Bret "The Hitman" Hart). En la mayoría de los casos, estas personalidades son las que han realizado las voces de sus personajes.
En la película El Hombre Araña 2 aparece el actor Hal Sparks, conocido por su personaje de Michael Novotny (fanático de los cómics) en la serie de temática gay Queer as Folk, abordando un elevador donde está el hombre araña y hablan sobre su disfraz y como le aprieta en la entrepierna. De la misma manera, aparece en cada una de las películas de la serie El Hombre Araña el famoso Stan Lee, creador del mítico personaje de las tiras cómicas y de muchos otros de Marvel Comics, como Hombres X, Iron Man, etc., por lo general preguntando al protagonista una dirección o algo insignificante sin ninguna relación con la trama del filme. En Pulp Fiction de Quentin Tarantino también se puede ver a Steve Buscemi haciendo un cameo, actor que había sido protagonista en Reservoir Dogs, la anterior película de Tarantino, y que cuenta con varios cameos a lo largo de su carrera como actor. En la película original de Disney Channel High School Musical 2 se puede ver por 5 segundos a Miley Cyrus, estrella de la misma cadena televisiva. Megan Fox hace asimismo un cameo en una escena de la película Cheaper By The Dozen 2.
Quizá unos de los cameos más conocidos y esperados siempre en sus películas sean los de Adam Sandler, en donde aparece el actor y su amigo Rob Schneider. Indistintamente Adam también hace lo mismo en las películas de Rob.
Al inicio de la película Bagdad café aparece la sombra del director de fotografía Bernd Heinl, un cameo bastante singular.
En 2008, dos películas de la Marvel Comics presentaron cameos que dejaron por hecho la producción de The Avengers, película que fue estrenada en 2012. En Iron Man, Samuel L. Jackson aparece al final de los créditos como Nick Fury, jefe de la organización S.H.I.E.L.D. que reúne a los superhéroes más destacados de Marvel Comics y de la cual se conoce que Tony Stark es miembro fundador y principal financiador. También en The Incredible Hulk, Downey aparece brevemente al final de la película en una escena junto al general Thunderbolt Ross. En esta escena Stark le dice a Ross quiero formar un equipo, ahí le hace referencia a Los Vengadores, ratificando la eventual producción de una película sobre dicho grupo. En Hulk (2003) y The Incredible Hulk (2008) es conocido el breve papel -con diálogo- como guardia de seguridad de Lou Ferrigno, el actor culturista que interpretó al monstruo en la serie homónima de 1978-1982. Asimismo, en la versión original de Marvel Los Vengadores (2012), Ferrigno presta su voz al modelo digital de Hulk.
En los últimos años, los cameos más populares del cine de Hollywood han sido el del músico Keith Richards, miembro de los Rolling Stones, en la película Piratas del Caribe: en el fin del mundo, en la que interpretó al Capitán Teague, padre de Jack Sparrow, el personaje de Johnny Depp.
No podemos olvidar la escena que tiene lugar en el bar "Fin de la Línea" ("End of Line") en Tron: Legacy, donde durante toda la escena se puede apreciar musical y visualmente la participación del dúo francés de Música House, Daft Punk ([Video ), el cual también realizó la banda sonora de la película.
En "Assassination Classroom" durante los episodios en los que los alumnos venden comida, podemos ver a Saiki Kusuo de "La desastrosa vida de Saiki" de espaldas en la cola para comer, de hecho este no es el único cameo entre ambas series. 
El cameo más reciente en cuanto a cintas de Disney es en Wreck-It Ralph (Ralph el demoledor), donde Skrillex compuso una canción para la cinta mencionada, apareciendo en la escena donde Ralph, el protagonista, entra a Hero's Duty mientras se escucha la canción Bug Hunt (de Skrillex). 
El cameo de este artista aparece en la escena de la fiesta de 30 años de Fix-It Felix Jr., donde aparece durante 3 segundos tras las mezcladoras en la fiesta (Video ).
Stephenie Meyer hizo un cameo en la primera película de la saga de Crepúsculo. En la escena en la que Charlie le pregunta a Bella si le gusta algún chico del pueblo, podemos ver a la autora sentada junto a un ordenador portátil.
T-1000, el personaje de Terminator 2 El juicio Final, realiza un excepcional cameo en El Mundo Según Wayne, considerado de los mejores de la historia del cine, este papel fue hecho por el propio actor Robert Patrick.
En la película del 2018, Ralph Breaks the Internet, hicieron apariciones varios personajes de Disney: Princesas de Disney, Pixar, Marvel (incluido una forma de Stan Lee) y Star Wars.
En la serie estadounidense de animación para adultos Futurama, puede verse a Matt Groening, el creador y guionista de la misma como cabeza enlatada del museo de cabezas en el que se refugian los protagonistas en el episodio piloto.